# Titus Interactive
Titus Interactive war ein französischer Software-Publisher und -Entwickler, gegründet 1985 von den Gebrüdern Eric und Herve Caen, aufgelöst 2005. In seinem 20-jährigen Bestehen wurden zahlreiche Spiele für verschiedene Computersysteme und Spielkonsolen herausgegeben.

## Firmengeschichte
Die Firma wurde 1985 von den Gebrüdern Eric und Hervé Caen gegründet. Die Aktivität des Publishers beschränkte sich zuerst auf Spiele für den Commodore Amiga und PC, bevor sie auch auf Konsolen wie das Nintendo 64 und Handhelds wie den Game Boy ausgedehnt wurde. In neuerer Zeit wurden auch Titel für den Nintendo GameCube und die Sony PlayStation 2 herausgegeben. Die Firma wurde im Oktober 1996 zur Aktiengesellschaft, notiert an der französischen Börse. 1998 begann Titus mit dem Aufkauf anderer Firmen und erwarb BlueSky Software sowie das englische Entwicklerstudio Digital Integration. 1999 erwarb Titus den britischen Publisher Virgin Interactive, der am 1. Juli 2003 in Avalon Interactive umbenannt wurde.
2001 wurde Titus Interactive Mehrheitsaktionär des damals schwächelnden amerikanischen Publishers Interplay Entertainment, ohne ihn jedoch vollständig zu übernehmen. Aufgrund von Uneinigkeiten mit dem neuen Mehrheitseigner verließ Interplays CEO Brian Fargo das Unternehmen im Januar 2002 und Hervé Caen übernahm dessen Position.
Mit dem Jahrhundertwechsel zeigte sich die Last, die Titus sich mit der Expansion aufgeladen hatte, und die Firma stürzte in finanzielle und dann auch rechtliche Schwierigkeiten, die zu ihrer Schließung im Jahr 2005 führten. Hervé Caen konnte trotz des Bankrotts von Titus Interactive den Geschäftsbetrieb bei Interplay aufrechterhalten und blieb auch über das Ende von Titus hinaus Vorstandsvorsitzender des amerikanischen Publishers.
Einige Spiele von Titus Software:
- Ardy Lightfoot
- Automobili Lamborghini
- Battlestorm
- Blues Brothers
- Crazy Cars 1-3
- F/A-18E Super Hornet
- Hercules: The Legendary Journeys
- Prehistorik 1+2
- Robocop
- Superman 64
- Titus the Fox: To Marrakech and Back
- Top Gun – Combat Zones
- Worms World Party
- Xena: Warrior Princess: The Talisman of Fate